# 英國鐵路306型電力動車組
英國鐵路306型電力動車組（英語：British Rail Class 306）是英國鐵路使用的一款通勤型電力動車組，於1949年投入運行，1981年退役，后部分列車被保存並進行修復。採用3節編組，共製造92列。英國鐵路使用期間運行在大東部幹線仙菲爾德站↔利物浦街車站區段。306型的設計允許將3列同型動車組重聯運行（9節車廂），不過實際上即使在高峰時段也僅有兩列同型動車組重聯運行（6節車廂）。

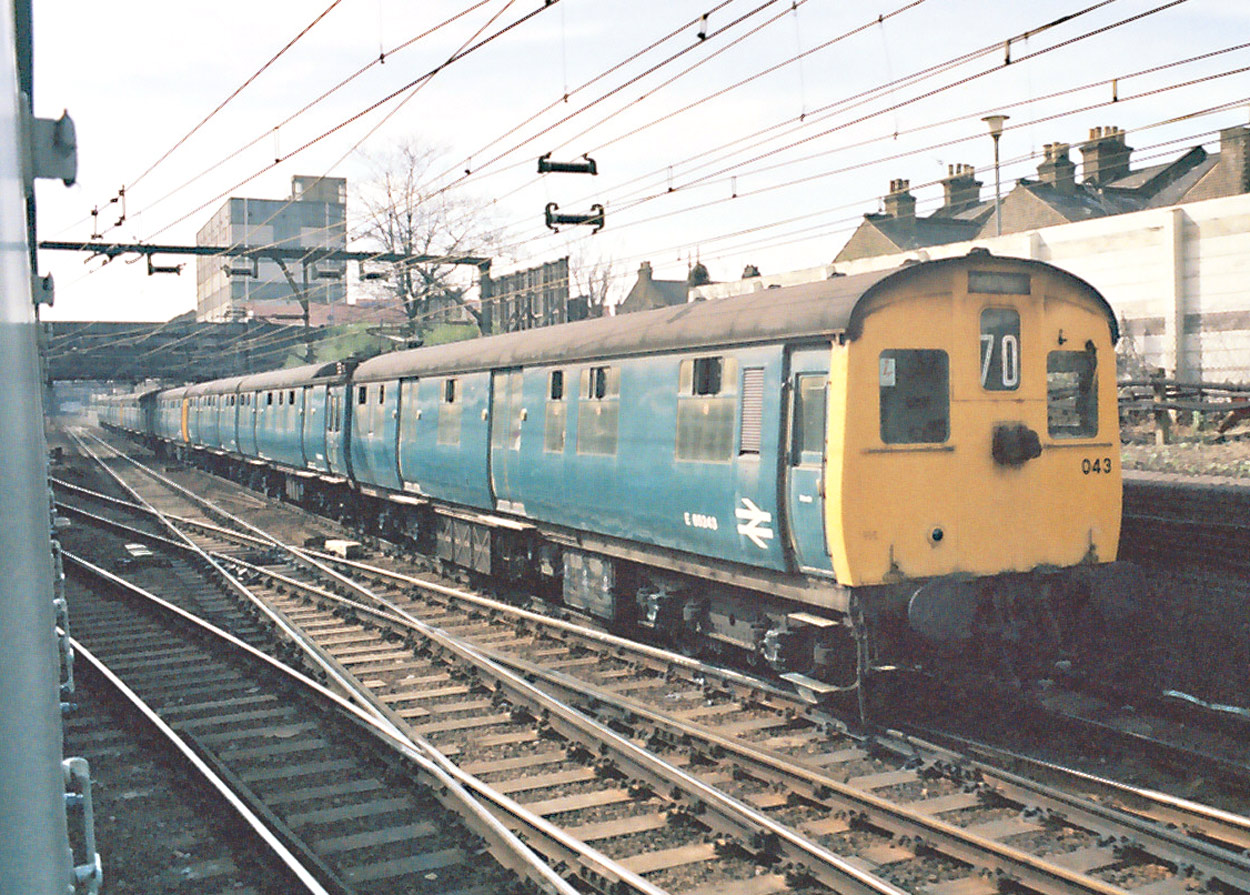
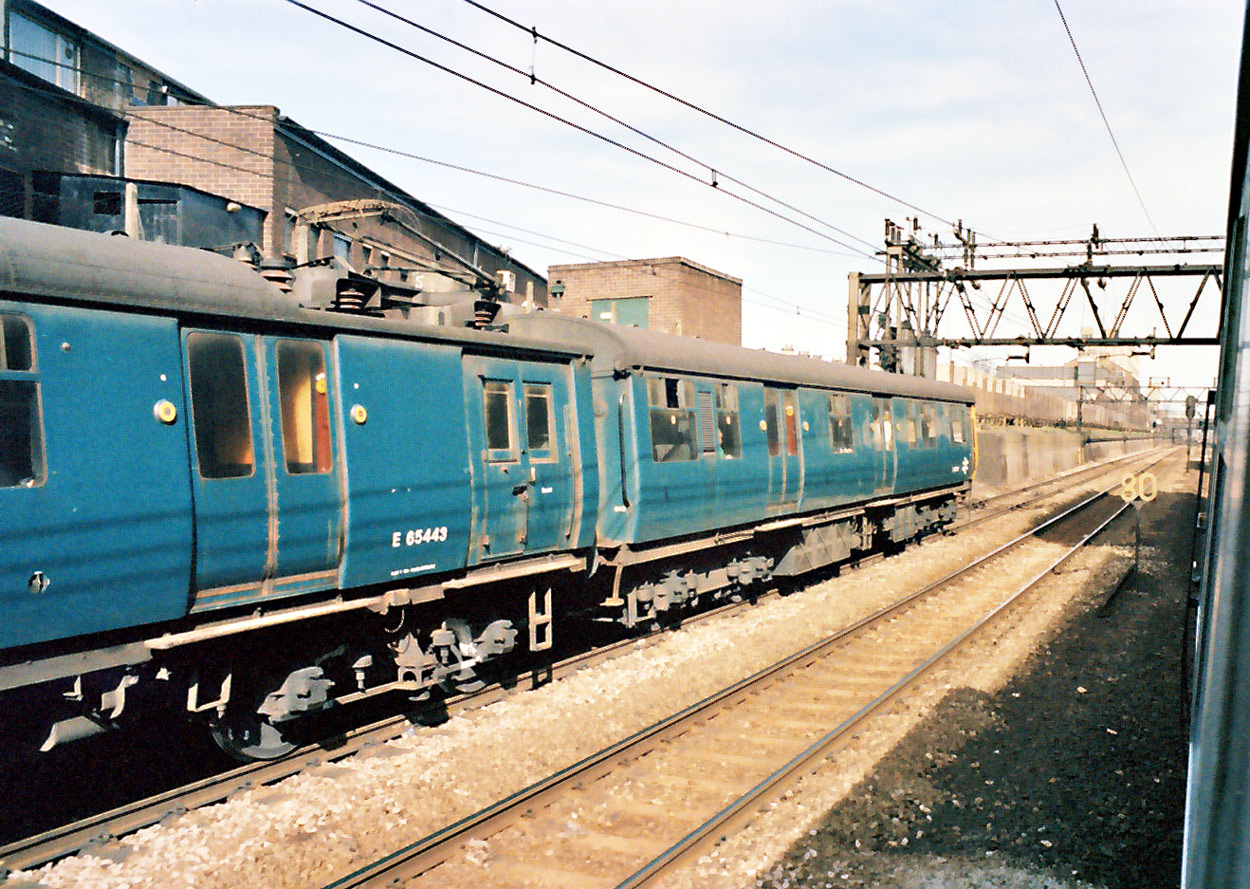

## 歷史

### 研製及使用
英鐵306型電力動車組是英國在二戰歐洲大戰爆發前由都城嘉慕（無動力頭車部分）伯明翰鐵路車輛公司（中間車和有動力頭車部分）和聯合研發的電力動車組，牽引設備采用英國電氣的產品。最初為倫敦及東北鐵路公司于1938年訂購，但直至1949年2月才交付英國鐵路（倫敦及東北鐵路公司這時已被英國鐵路兼并）。 每節車廂兩側各裝有兩個氣動乘客門，由列車員或乘客使用内側和外側車門邊的按鈕開關。
306型電力動車組最初使用直流1500伏特架空電纜供電，受電弓位於中間車。20世紀60年代初期，其所行走的電氣化鐵路綫路改爲交流25000伏特架空電纜供電，英鐵306型電力動車組隨之在1960年至1961年間進行改裝。变压器和整流器安装在中间车的兩個转向架之間。受电弓亦隨之進行了更換。

### 退役之後
英鐵306型電力動車組的運營方英國鐵路于1981年將改型動車組退役。
其中的306017號在退役後一度被封存在伊爾福德电力动车组维保基地。該列車后重新漆成了接近初始狀態的绿色车身，尽管为了符合目前的安全规定，车头上有一个黄色的警告面板。2000年代初由“第一大東方”恢復至可運行狀態。該列車還曾封存在英國國防部凱恩頓軍營，等待石棉污染等问题的解决。2011年6月由伊斯特利火車工廠移除石棉，並通過鐵路運至東盎格利亞鐵路博物館展出。2018年10月，該列車再次轉移至希爾登鐵路博物館等待進一步修復。 目前計劃將其再次轉移至位於約克的大英鐵路博物館。

## 技術數據
| 編組                   | 3節編組 （有動力頭車+中間車+無動力頭車）                                     |
| 國際鐵路聯盟分類法軸式 | Bo'Bo'+2'2'+2'2'                                                             |
| 全列長度               | 54.13米                                                                      |
| 車廂長度               | 18.396米（有動力頭車） 16.777米（中間車） 16.872米（無動力頭車）             |
| 車體闊度               | 2.82米                                                                       |
| 車體高度               | 3.99米                                                                       |
| 全車重量               | 107噸                                                                        |
| 車廂重量               | 51.7噸（有動力頭車） 26.4噸（中間車） 27.9噸（無動力頭車）                   |
| 軌距                   | 1435毫米（標準軌）                                                           |
| 座位數                 | 62座（有動力頭車） 46座（中間車） 60座（無動力頭車）                         |
| 營運速度               | 121千米/小時                                                                 |
| 動力來源               | 電力                                                                         |
| 供電制式               | 直流 1500伏 架空電纜供電（初始狀態） 交流 25000伏 架空電纜供電（後期改裝）   |
| 受流方式               | 受電弓                                                                       |
| 發動機                 | 4台英國電氣504型發動機                                                       |
| 牽引功率               | 4*160千瓦                                                                    |
| 制動方式               | 空氣制動                                                                     |
| 全車編號號段           | 306001至306092                                                               |
| 車廂編號號段           | 65201至65292（有動力頭車） 65401至65492（中間車） 65601至65692（無動力頭車） |